# Тайно-Старе
Тайно-Старе (пол. Tajno Stare) — село в Польщі, у гміні Барглув-Косьцельний Августівського повіту Підляського воєводства.
Населення — 268 осіб (2011).
У 1975-1998 роках село належало до Сувальського воєводства.

## Демографія
Демографічна структура станом на 31 березня 2011 року:
|          | Загалом | Допрацездатний вік | Працездатний вік | Постпрацездатний вік |
| -------- | ------- | ------------------ | ---------------- | -------------------- |
| Чоловіки | 136     | 26                 | 101              | 9                    |
| Жінки    | 132     | 34                 | 69               | 29                   |
| Разом    | 268     | 60                 | 170              | 38                   |